# Physiculus parini
Physiculus parini is een  straalvinnige vissensoort uit de familie van diepzeekabeljauwen (Moridae). De wetenschappelijke naam van de soort is voor het eerst geldig gepubliceerd in 1991 door Paulin.
De soort staat op de Rode Lijst van de IUCN als Onzeker, beoordelingsjaar 2009.